# 小建
小建（しょうこん、しょうけん）は、664年から685年まで日本で用いられた冠位である。26階中最下位で、上は大建であった。

## 概要
天智天皇3年（664年）2月9日の冠位二十六階の制で、以前の冠位十九階にあった立身を大建と小建の2階に分けて設けられた。さらに前の七色十三階冠に建武という冠位があったので、建の字はそれを継承したものであろう。
天武天皇14年（685年）1月21日の冠位四十八階で冠位の命名方法が一新したときに廃止された。

## 小建の人物
『日本書紀』に小建の冠位で記される人物は見えない。「小建まで」「小建以上」という表現で有位者をまとめて指す記事がみられるので、いないのではなく史書に登場する場面がないのであろう。